# Aʿyān thābita
Der Begriff Aʿyān thābita (arabisch أعيان ثابتة, DMG aʿyān ṯābita ‚feststehende Wesenheiten‘) ist ein ontologischer Begriff aus der Philosophie des andalusischen Mystikers Muhyī d-Dīn Ibn ʿArabī (gest. 1240) und seiner Schule. Er bezeichnet die in Gottes urewigem Wissen enthaltenen Wesenheiten, die den in der äußeren Welt existierenden kontingenten Dingen zugrunde liegen. Das Attribut „feststehend“ (ṯābit) wird für diese Wesenheiten deswegen verwendet, weil sie unabhängig von ihrer äußeren Existenz in Gottes Wissen enthalten sind. In seinem Werk Fuṣūṣ al-ḥikam setzt Ibn ʿArabī die feststehenden Wesenheiten zu den Worten Gottes, die sich nicht abändern lassen, aus Sure 10:64 in Beziehung.

## Aussagen bei Ibn ʿArabī
Ibn ʿArabī behandelt die Aʿyān thābita in seinen Werken al-Futūḥāt al-Makkīya und Fuṣūṣ al-ḥikam sowie in einem eigenständigen Traktat.

### al-Futūḥāt al-Makkīya
In al-Futūḥāt al-Makkīya bekennt Ibn ʿArabī, dass er den Begriff der muʿtazilitischen Theologie entlehnt hat, und verweist auf einen Hadīth qudsī, demzufolge Gott gesagt hat: „Ich war ein verborgener Schatz, der nicht erkannt war. Ich wollte aber erkannt werden. Deswegen erschuf ich die Geschöpfe und machte mich ihnen bekannt. Und sie erkannten mich.“ Der verborgene Schatz in diesem Hadith beweist seiner Auffassung nach die Existenz der Aʿyān thābita. Die Aʿyān thābita sind nach Ibn ʿArabī speziell die feststehenden Wesenheiten der möglichen, d. h. kontingenten Dinge (mumkināt); auf ihre Gesetzmäßigkeiten weist das Erscheinen der Vielzahl der Formen in der Existenz hin.
Im 312. Kapitel von al-Futūḥāt al-Makkīya, das sich mit der Art der Eingebung bei den Gottesfreunden und ihrer Bewahrung vor Eingebungen der Satane befasst, erklärt Ibn ʿArabī, dass es insgesamt nur drei Wissensinhalte gibt:
1. die absolute Existenz (al-wuǧūd al-muṭlaq), die nicht gebunden ist; dies ist die Existenz Gottes, des durch sich selbst notwendig Existierenden;
2. die absolute Nichtexistenz (al-ʿadam al-muṭlaq), die durch sich selbst Nichtexistenz ist. Sie geht nie eine Bindung ein, ist undenkbar (muḥāl) und steht der absoluten Existenz gegenüber.
3. Zwischen diesen beiden Gegensätzen befindet sich eine Barriere (fāṣil). Dies ist der höchste Barzach (barzaḫ al-barāziḫ). Eine Seite von ihm öffnet sich zur Existenz, die andere zur Nichtexistenz. Hier befinden sich alle kontingenten Dinge, die wie die Existenz und die Nichtexistenz absolut sind.

Ibn ʿArabī erklärt, dass die Aʿyān thābita feststehende Wesenheiten sind, die den kontingenten Dingen in dem höchsten Barzach zu eigen sind. Sie befänden sich auf derjenigen Seite des Barzach, die der absoluten Existenz zugewandt sei. Die existenten kontingenten Dinge, die Gott erschaffe, verhielten sich so zu den Aʿyān thābita wie Schatten zu den zugehörigen Körpern. Es gebe keine existente Form (ṣūra mauǧūda) ohne feststehende Wesenheit, die mit ihr identisch ist und für die die Existenz wie ein Kleid (ṯaub) ist. Ibn ʿArabī bringt seine Verwunderung über die Aschʿariten zum Ausdruck, die die Auffassung, dass das Nichtseiende in seinem Nichtsein eine Sache ist, eine feststehende Wesenheit hat und dann die Existenz zu ihm hinzutritt, zurückweisen. Er erklärt, dass sich das absolute Nichtsein zum absoluten Sein wie ein Spiegel verhält, in dem das Sein seine Form sehen kann. Diese Form sei die Wesenheit des Kontingenten, und von daher habe das Kontingente im Zustand seines Nichtseins eine feststehende Wesenheit.
An einer anderen Stelle von al-Futūḥāt al-Makkīya erklärt Ibn ʿArabī, dass es feststehende Wesenheiten gebe, die mit Existenz ausgestattet werden, so wie man wisse, dass in dem Fall, dass man eine Nähnadel in das Meer eintauche, etwas davon an der Nadel haften bleibe. Das Verhältnis des Wassers, das an der Nadel haften bleibe, zu dem Meer entspreche zwar in ihrem Ausmaß nicht dem, was von den feststehenden Wesenheiten sich mit dem Kleid der Existenz bekleidet habe, weil der Ozean begrenzt, die feststehenden Wesenheiten jedoch unbegrenzt seien. Dennoch sei dieses Gleichnis zweifellos richtig.

### Fuṣūṣ al-ḥikam
In einer Passage seiner Fuṣūṣ al-ḥikam, die sich mit dem Problem der absoluten Unveränderlichkeit der Kausalitätsbeziehung in dieser Welt befasst, macht Ibn ʿArabī deutlich, dass die feststehenden Wesenheiten durch ihre Verbindung mit den existierenden Dinge einen intermediären Status zwischen Ewigkeit und Zeitlichkeit haben. Hier schreibt er:

„Es ist nicht möglich, die Instrumentalursachen (asbāb) außer Kraft zu setzen, weil die feststehenden Wesenheiten sie erfordern. Und in der Existenz erscheint alles nur in der Form, in der es im feststehenden Zustand besteht, denn die Worte Gottes kann man nicht abändern (siehe Sure 10:64). Die Worte Gottes sind nämlich nichts anderes als die Wesenheiten der existenten Dinge. So wird ihnen einerseits mit Hinblick auf ihren feststehenden Zustand Anfangsewigkeit (qidam) zugeschrieben, und andererseits mit Hinblick auf ihre Existenz Entstandenheit in der Zeit (ḥudūṯ).“

### Der Traktat über die Aʿyān thābita
Ibn ʿArabīs eigenständiger Traktat über die Aʿyān thābita ist als Kommentar zu dem Hadith über den verborgenen Schatz konzipiert. Hier erklärt er, dass die Dinge allgemein zwei Existenzen haben, eine wissensmäßige Existenz (wuǧūd ʿilmī) und eine äußere Existenz (wuǧūd ḫāriǧī). Die wissensmäßige Existenz sei das, was die Aʿyān thābita genannt werde. Sie seien anfangslos (qadīm) und urewig (azalī), während die äußere Existenz in der Zeit hervorgebracht sei. Die Verborgenheit Gottes gelte in Beziehung zu den Aʿyān thābita in der anfangslosen Ewigkeit. Denn diese, so erklärt er, bestehen mit Gott, aber sie haben kein Wissen von ihm, so dass Gott mit Bezug auf sie verborgen ist. Als Gott nun beabsichtigte, dass die Aʿyān thābita ihn erkennen sollten, habe er sie aus der wissensmäßigen Existenz in die äußere Existenz herausgeführt, damit er erkannt werde. Denn Gott werde nur durch die äußere Existenz gewusst.

## Aussagen bei späteren Denkern
Der Theologe as-Sayyid asch-Scharīf al-Dschurdschānī (gest. 1413) definierte die Aʿyān thābita, wie folgt:

„Es sind die Realitäten der kontingenten Dinge im Wissen Gottes und die Formen der Realitäten der göttlichen Namen in der Wissenssphäre (ḥaḍra ʿilmīya). Sie folgen ihr hinsichtlich der Essenz, nicht jedoch zeitlich, denn sie sind anfangsewig (azalīya) und endewig (abadīya). Mit Relativität (iḍāfa) ist nur die Posteriorität hinsichtlich der Essenz gemeint, nichts anderes.“

Der persische mystische Denker Dschāmī (gest. 1492) identifiziert die Aʿyān thābita mit den Quidditäten (māhīyāt) der aristotelischen Philosophie. In seinem Werk Naqd an-nuṣūṣ erklärt er:

„Die Aʿyān thābita sind die namensmäßigen individualisierten Formen in der wissensmäßigen Präsenz. Und diese Formen emanieren aus dem göttlichen Wesen durch die allerheiligste Emanation (al-faiḍ al-aqdas) und die primäre Manifestation mittels der wesensmäßigen Liebe und dem Streben der Schlüssel der Verborgenheit, die nur Er kennt, nach Erscheinung und Vollkommenheit. Die göttliche Manifestation teilt sich in die allerheiligste Emanation und die geheiligte Emanation (al-faiḍ al-muqaddas) auf. Durch erstere stellen sich die Wesenheiten und ihre grundsätzlichen Dispositionen im Wissen ein, durch letztere jene Wesenheiten im Äußeren mit ihren notwendigen Erscheinungen und Konsequenzen.“

Anschließend erklärt Dschāmī, dass die Aʿyān thābita, die von den Philosophen Quidditäten genannt werden, nicht erschaffen (ġair maǧʿūl) sind.
Besonders große Bedeutung erlangte das Konzept der Aʿyān thābita in der islamischen Mystik Südostasiens. Hamza Fansūrī, der im frühen 17. Jahrhundert am Hof des Sultans von Aceh lebte, lieferte in seinem Werk Asrār al-ʿārifīn zwölf theologische Herleitungen für diese Wesenheiten. Auch in der javanischen Bearbeitung des arabischen sufischen Werkes at-Tuḥfa al-mursala ilā rūḥ an-nabī spielt das Konzept eine wichtige Rolle.
ʿAbd al-Qādir al-Dschazā'irī erklärt in seinen Mawāqif: „Wenn Gott einem aus der Elite seiner Knechte etwas von seinem Vorauswissen über ihn und davon, was seine feststehende Wesenheit erfordert, enthüllt, dann ist es zulässig, dass dieser Knecht sagt: 'Ich habe das, was ich getan habe, auf seinen Wunsch und willentlichen Befehl getan.“

## Innerislamische Kritik an dem Konzept
Einer der artikuliertesten Kritiker der aʿyān-thābita-Theorie war der hanbalitische Gelehrte Ibn Taimiya (gest. 1328). Er meinte, dass Ibn Arabi den aʿyān thābita eine eigene Existenz zuschriebe und damit das islamische Dogma des Tauhīd verletzte. Außerdem argumentierte er, dass durch die Annahme derartiger präexistenter Wesenheiten Gottes Allmacht auf unzulässige Weise beschränkt würde.
Ähnliche Einwände gegen die aʿyān-thābita-Theorie trug später Nūr ad-Dīn ar-Rānīrī vor, der in der Zeit von Iskandar II. Thani Ala (reg. 1636–1641) der tonangebende Hofgelehrte im Sultanat von Aceh war. Er ließ die Bücher von Hamza Fansūrī und seinem Schüler Samatrānī öffentlich verbrennen und ihre Schüler hinrichten.

## Moderne Deutungen
Toshihiko Izutsu hat den Begriff Aʿyān thābita im Englischen mit „permanent archetypes“ übersetzt. William Chittick hat diese Übersetzung jedoch als unangemessen kritisiert, mit dem Argument, dass zwischen den platonischen Archetypen und den Aʿyān thābita ein großer Unterschied besteht, weil erstere das Modell für viele Individuen bilden, während bei letzteren jeder „feststehenden Wesenheit“ (ʿain ṯābita) eine „existierende Wesenheit“ (ʿain mauǧūda) gegenübersteht.
Jaakko Hämeen-Anttila sieht eine Ähnlichkeit zwischen dem Konzept der Aʿyān thābita und dem Raumzeit-Wurm des Vierdimensionalismus: Die Geburt einer Person und ihr Leben bis zum Tod ist in einer vierdimensionalen Welt eine feststehende Sequenz, die keine Veränderung erfährt; nur wenn man die Situation aus einer konventionellen dreidimensionalen Perspektive betrachtet, erlebt man die Sequenz als Veränderung. Auf die gleiche Weise verhalte es sich mit der feststehenden Wesenheit: Sie ist unveränderlich, obwohl ihre Manifestationen sich in der Zeit zu verändern scheinen. Das Original, die feststehende Wesenheit, sei jedoch unveränderlich und ewig in Gottes Wissen. Eine Sache (šaiʾ) sei lediglich ein drei-dimensionaler Querschnitt aus einer vierdimensionalen Wesenheit, nämlich der ʿain thābita. Der Unterschied zwischen den Raumzeit-Würmern und den feststehenden Wesenheiten besteht allerdings darin, dass erstere zur physikalischen Welt gehören und keine spirituelle Bedeutung haben, während letztere in der spirituellen Welt bestehen und nicht zu der physikalischen Welt gehören, in der sie sich manifestieren.
Eine andere Metapher, die Hämeen-Anttila zur Veranschaulichung des Konzepts der Aʿyān thābita verwendet, ist das der Videokassette: wenn man den Film schaut, den sie enthält, sieht man Menschen, die sich bewegen und verändern; die Videokassette selbst dagegen erfährt keine Veränderung. Auf die gleiche Weite verhalte es sich mit dem Wandel der Dinge in dieser Welt: Er ist in die Aʿyān thābita eingebaut, die aber selbst keinem Wandel unterliegen; der Wandel findet nur in unser Wahrnehmung statt.